# Eutolmus taiwanensis
Eutolmus taiwanensis är en tvåvingeart som beskrevs av Hradsky och Huttinger 1985. Eutolmus taiwanensis ingår i släktet Eutolmus och familjen rovflugor.
Artens utbredningsområde är Taiwan. Inga underarter finns listade i Catalogue of Life.